# Jon Popp
Johann Friedrich Adolf „Jon“ Popp (* 22. Dezember 1862 in Hamburg; † 5. Juli 1953 ebenda) war ein deutscher Maler, der vor allem durch seine orientalischen Bildnisse und Reiterszenen bekannt wurde.

## Familie
Popps Vater stammte aus Franken und war ein Schuhmacher. Die künstlerische Begabung entstammte der Familie seiner Mutter, deren Bruder Heinrich Wichmann ebenfalls ein bekannter Hamburger Maler war. Dieser führte Expeditionen in die Urwälder des Amazonas durch und übersiedelte später zunächst nach Brasilien, dann nach Florida.
Popp heiratete 1888 in München seine aus dem Sudetenland stammende Ehefrau. Ihrer Ehe entstammten drei Kinder: Barbara Popp-Schmidt (* 5. August 1890 in München; † 13. Januar 1978 in Hamburg), Virgil Popp (* 5. Oktober 1897 in Bukarest, er studierte von 1913 bis 1914 an der Hochschule für bildende Künste Hamburg sowie von Oktober 1919 bis März 1923 bei Arthur Illies und starb während des Zweiten Weltkriegs in Gefangenschaft), beide ebenfalls als Maler tätig, und Emilia Popp, bildende Künstlerin.

## Werdegang
Popp trat im Alter von 24 Jahren am 17. Oktober 1887 in die Naturklasse von Johann Caspar Herterich an der Akademie der Bildenden Künste München ein. Weitere Lehrer waren Friedrich August von Kaulbach und Karl Raupp.
Er bereiste Italien, Nordafrika, die Türkei sowie die Balkanländer und lebte für insgesamt achtzehn Jahre in Rumänien. Zwischendurch reiste er immer wieder für Aufträge nach Berlin und Paris. In Rumänien gelang es ihm, rasch erfolgreich zu werden. Neben seinen typischen Bildern fertigte er viele Adelsportraits an, insbesondere am Hof des Königs Carol I., der Königin Elisabeth zu Wied (Pseudonym: Carmen Sylva), Kronprinzessin Maria, die mit drei Jahren verstarb und Carols Neffen, der als Ferdinand I. 1914 nach dessen Tod sein Nachfolger wurde.
Während des Ersten Weltkrieges war Popp am Pruth interniert. Er kehrte 1919 mit der Familie in seine Heimatstadt Hamburg zurück.
Diese ehrte ihn 1942 mit einer großen Ausstellung anlässlich seines 80. Geburtstages in der Galerie Commeter.